# エスタンピー
エスタンピー（エスタンピエ、エスタンピ、estampie aka estampida, istampitta, istanpitta, stampita）とは、中世ヨーロッパのダンス・楽式の両方を指す。

## 楽式としてのエスタンピー
エスタンピーは、13世紀・14世紀の器楽曲の重要な楽式である。エスタンピーは4つから7つの「プンクタ（プンクトゥム）」と呼ばれる部分で構成され、この楽式の中でそれぞれが繰り返される。
aa, bb, cc...
それぞれのプンクタの1番目と2番目の主題の提示のために、異なる終わり方（ouvert＝開とclos＝閉）が用意されている。
a+x, a+y; b+w, b+z...
時にはすべてのプンクタに同じ終わり方が使われることもある。
a+x, a+y; b+x, b+y, c+x, c+y...
エスタンピーに似た構造は、別の中世ヨーロッパのダンス、サルタレロに使われている。
楽式としてのエスタンピーの最も初期のものと記録されているのは、トルバドゥールのラインバウト・デ・ヴァケイラス作と思われる『Kalenda Maya』という歌である。そのメロディはフランスのジョングルールたちによって演奏された。
それ以外に知られているものはすべて器楽曲である。14世紀の例では、『Lamento di Tristano, La Manfredina, Salterello, Isabella, Tre fontane』のような副題のついたエスタンピーが含まれる。
エスタンピーは普通モノフォニーだが、エスタンピーの楽式で書かれた2声作品も残っている。

## 舞踏技法としてのエスタンピー
楽式としてのエスタンピー作品すべての観念的なダンスの性格は、エスタンピーが元々は本当にダンスであったことを示唆している。ダンスとしてのエスタンピーを著したダンス・マニュアルは現存していないが、当時の装飾写本や絵画を見ると、エスタンピーがかなり活発に跳ねるものだったことが窺える。
『Tre fontane（3つの泉）』、『エスタンピー』といったいくつかのエスタンピーは、華麗でヴィルトゥオーソ的な器楽曲を含んでいる。このことは、現実的なダンス音楽というよりむしろ抽象的なパフォーマンス音楽であったことを意味していたのかも知れない。

## 語源
「estampie」の語源については諸説がある。ダンスの別名は「stantipes」で、これはダンスの間、片方の足が動かなかったことを暗示している。しかし、より認められている説は、足を踏みならすという意味の「estamper」と関連づける説である。